# Micrapate schoutedeni
Micrapate schoutedeni är en skalbaggsart som beskrevs av Pierre Lesne 1935. Micrapate schoutedeni ingår i släktet Micrapate och familjen kapuschongbaggar. Inga underarter finns listade i Catalogue of Life.